# Фратуча (Терни)
Фратуча је насеље у Италији у округу Терни, региону Умбрија.
Према процени из 2011. у насељу је живело 80 становника. Насеље се налази на надморској висини од 447 м.